# Kilkenny megye
Kilkenny megye (írül: Contae Chill Chainnigh) Írország délkeleti részében elhelyezkedő megye, Leinster tartományban. A régió legfontosabb városáról, Kilkennyről kapta nevét.

## Földrajz
Belvidéki, tengerpart nélküli megye. Területe 2061 km² (200 km²-rel kisebb, mint a legkisebb magyar vármegye, Komárom-Esztergom). Lakossága 2006-ban 87 394 volt.

## Történelem
Kilkenny területén volt valamikor Osraige Királyság, egy ütközőállam Ulster és Leinster között, amely ennek ellenére nagyon sokáig fennmaradt: legalább a Kr. e. 2. századtól a 13. századig. A királyságot a "Három Nővér" közül kettő, a Barrow és a Suir határolta, északon pedig általában a Slieve Bloom-hegység.

## Népesség
A kilkennyeket gyakran "Kilkenny Macskái" ("Kilkenny Cats") néven is emlegetik. Ez utalás azokra az ír mondákra, amelyek alapján a macskák a kitartó és önfeláldozó harcosok jelképeivé váltak (innen ered a közmondás: "harcolt, mint Kilkenny macskái". Kilkenny Cats a megye hurling csapatának neve is (hagyományosan az egyik legjobb az országban).

## Városok
- Ballyhale, Ballyragget, Bennetsbridge
- Castlecomer, Castlewarren, Callan
- Freshford
- Gowran, Graiguenamanagh
- Inistioge
- Jenkinstown
- Johnstown
- Kells, Kilkenny, Kilmacow, Knocktopher
- Mooncoin, Mullinavat
- Paulstown
- Redhouse
- Thomastown
- Slieverue
- Urlingford
- Windgap

## Kilkennybáróságai
- Callan
- Crannagh
- Fassadinin
- Galmoy
- Gowran
- Ida
- Iverk
- Kells
- Kilkenny City
- Knocktopher
- Shillelogher
- Misc

## Sport
A Kilkenny Cats hurling csapat 29-szer nyerte meg az ír-szigeti bajnokságot, legutoljára 2006-ban, amikor a rivális Corkot győzték le.